# یاس خوشه‌ای
یاس خوشه‌ای(نام علمی: Syringa vulgaris) نام یک گونه از سرده یاس بنفش است.

## نگارخانه

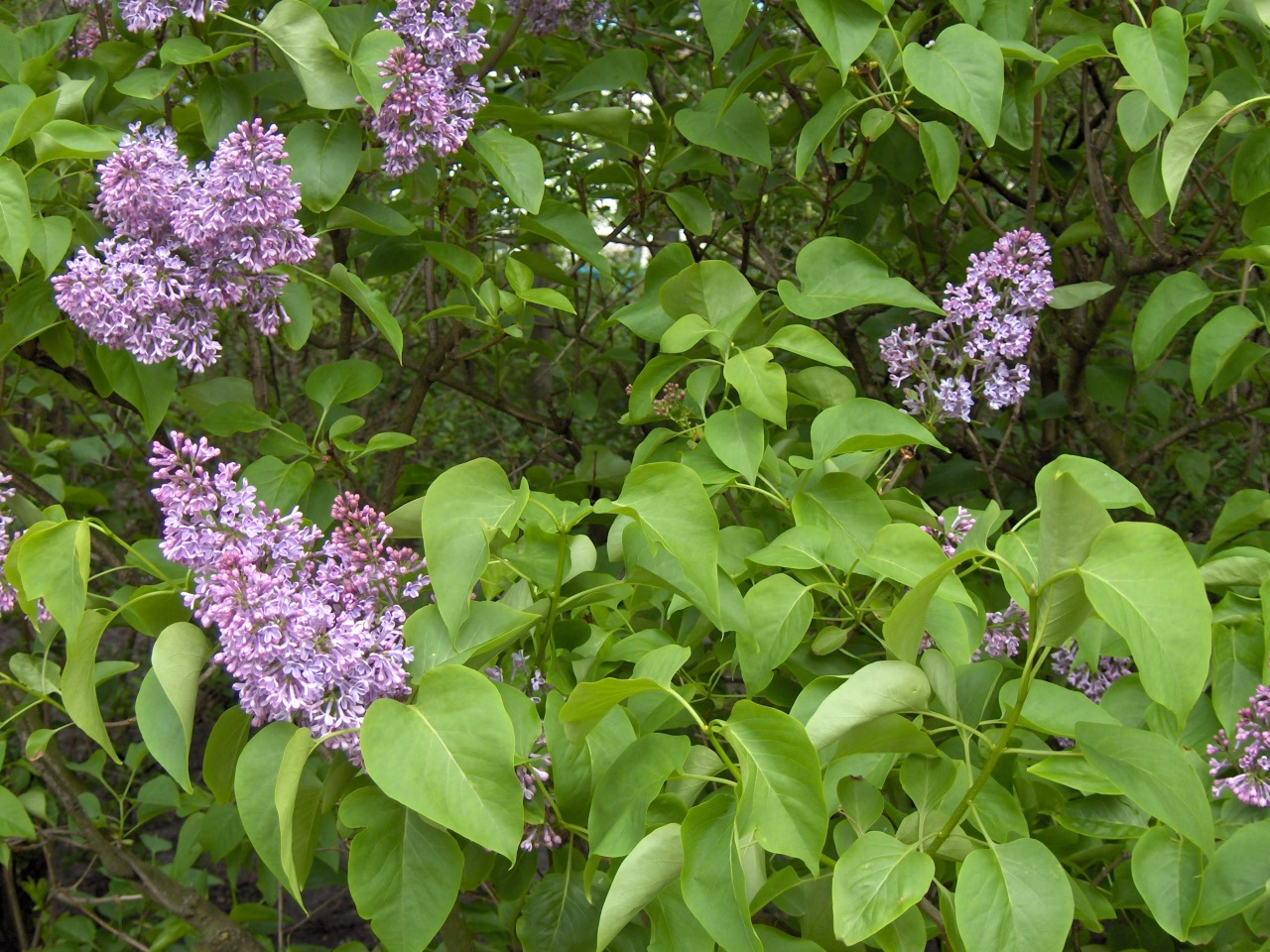
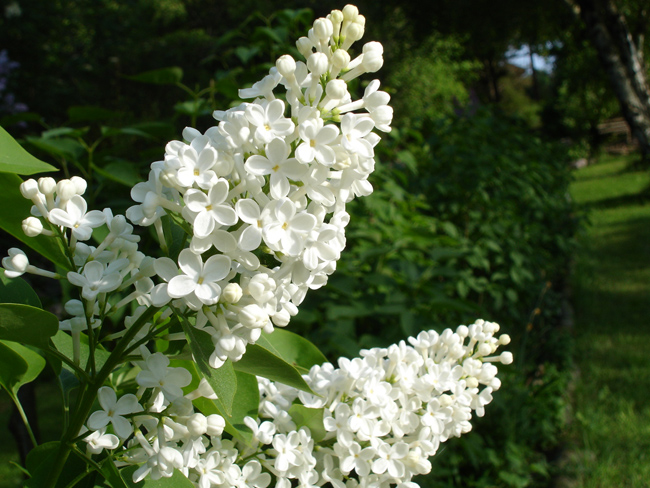
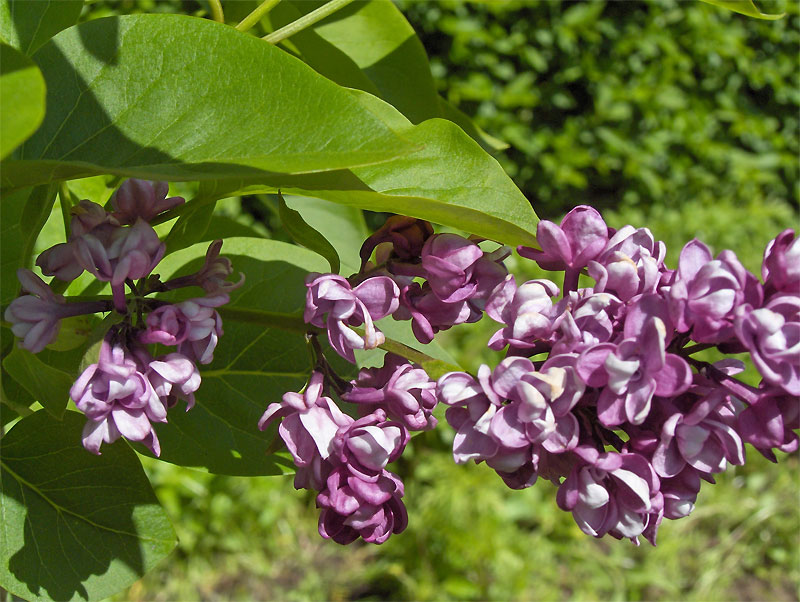
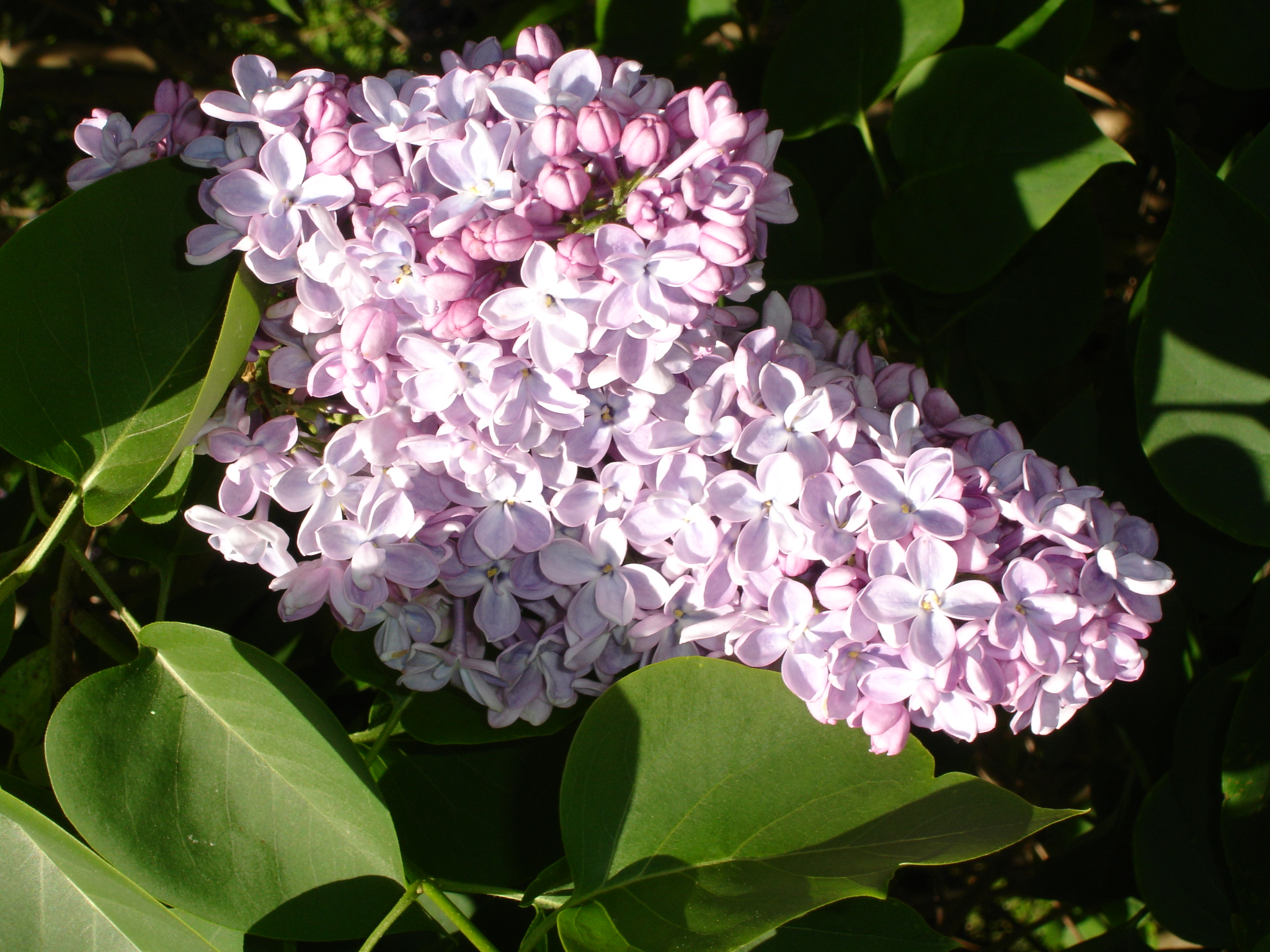
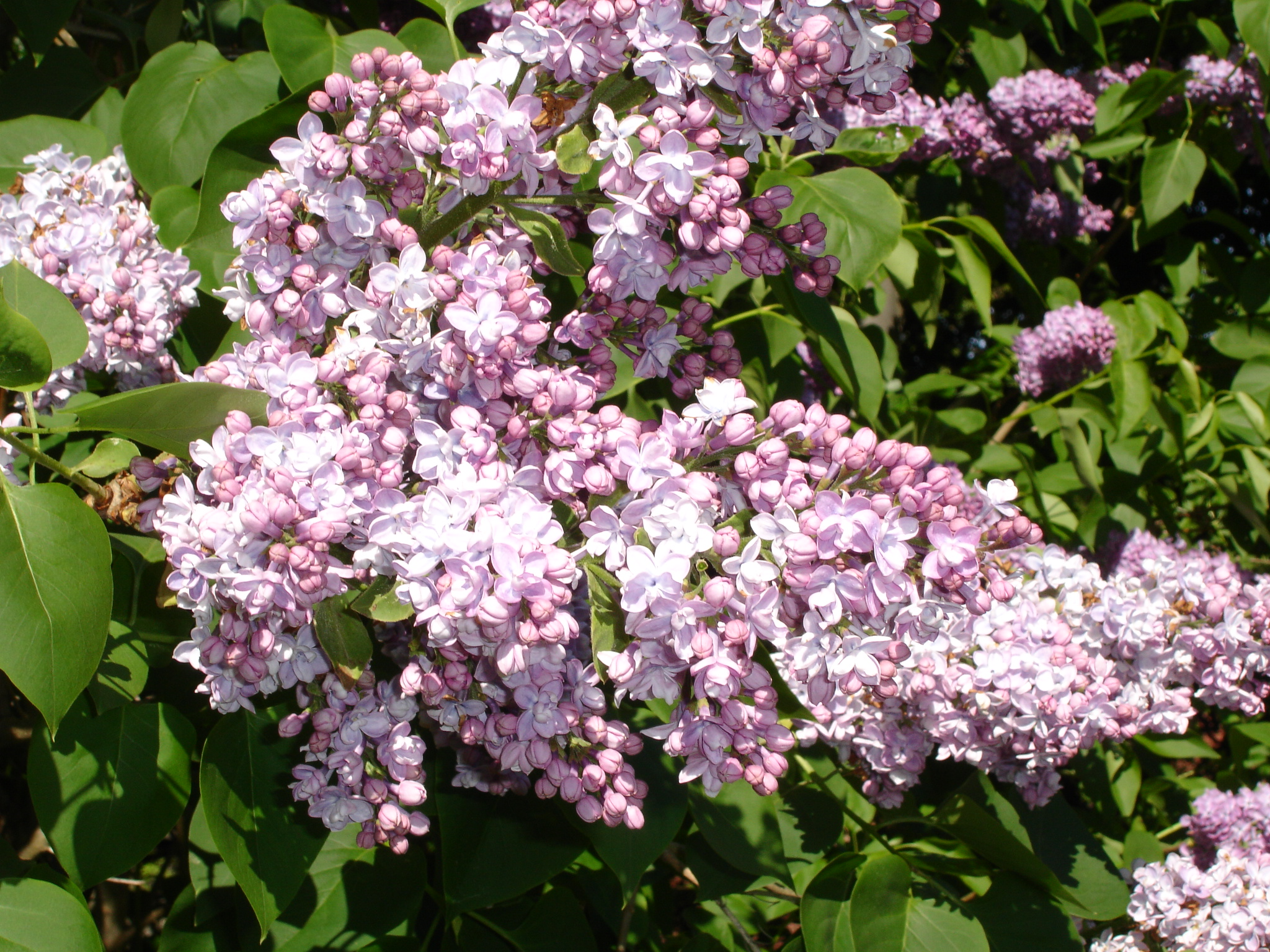
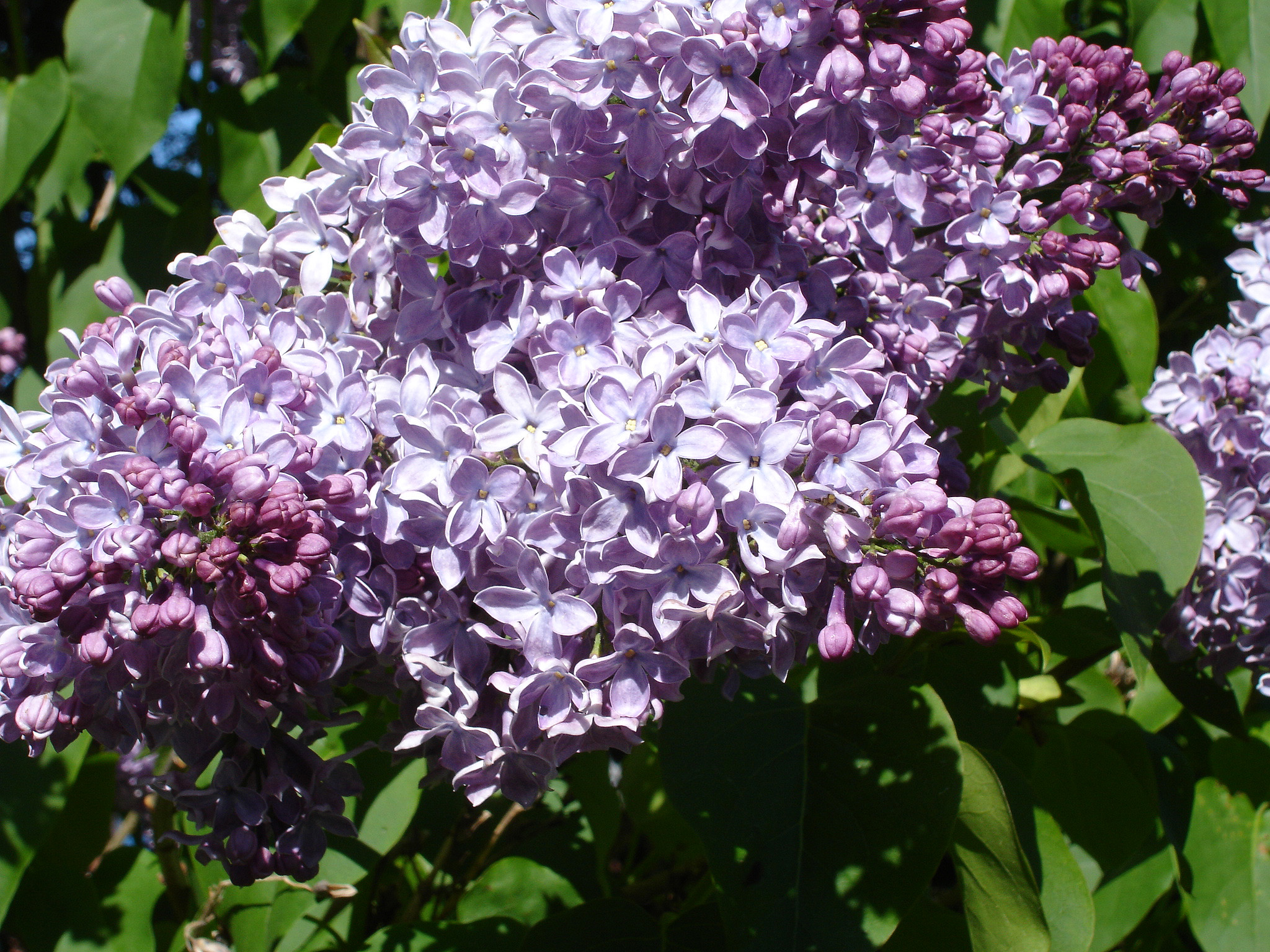
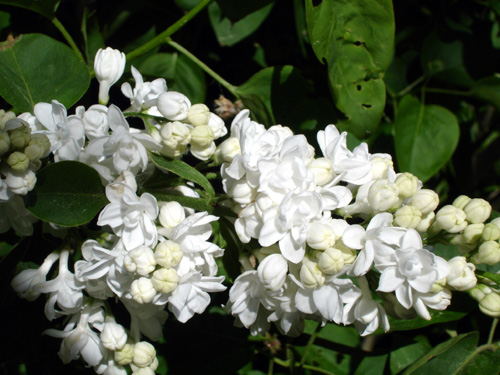
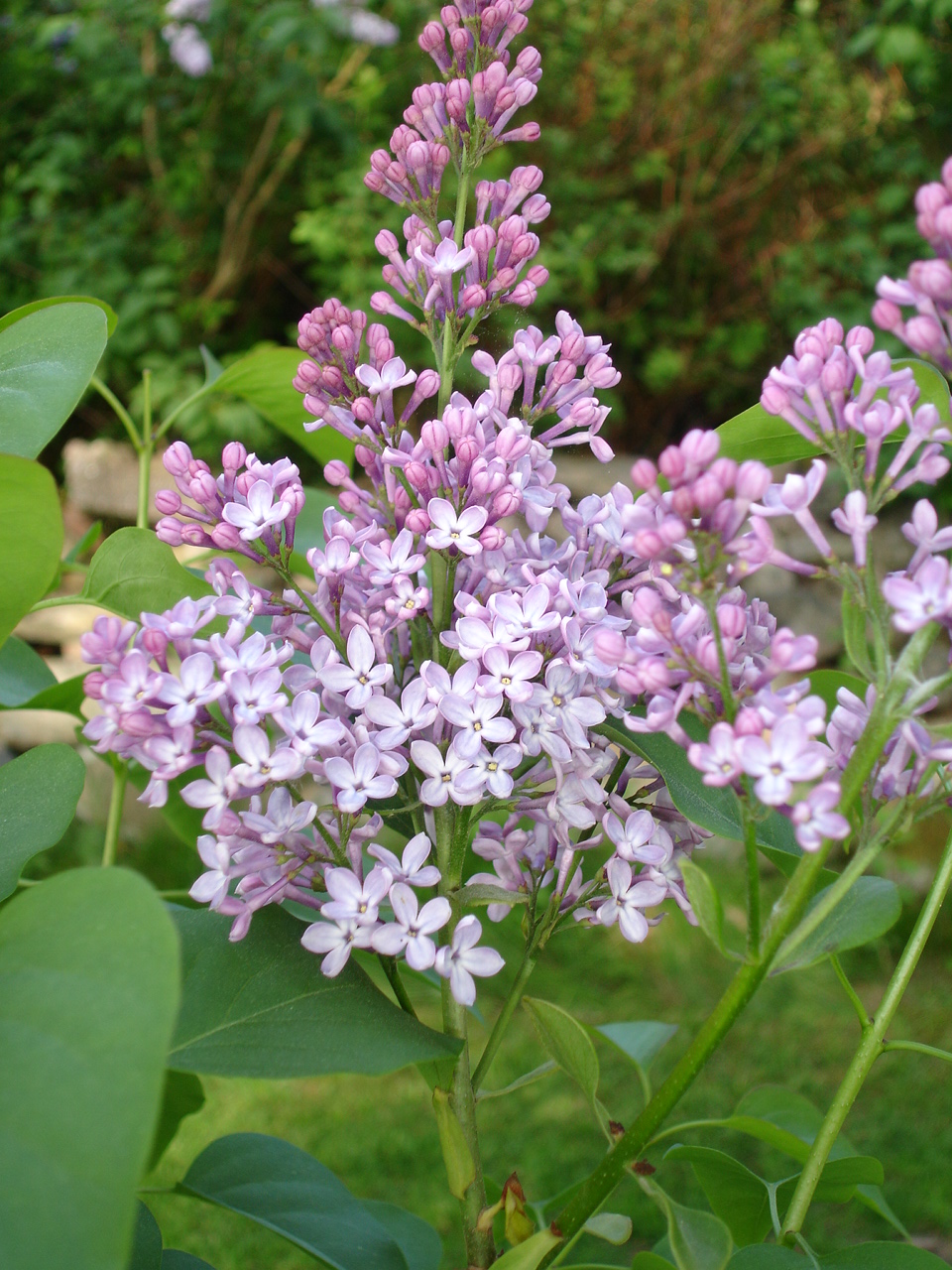
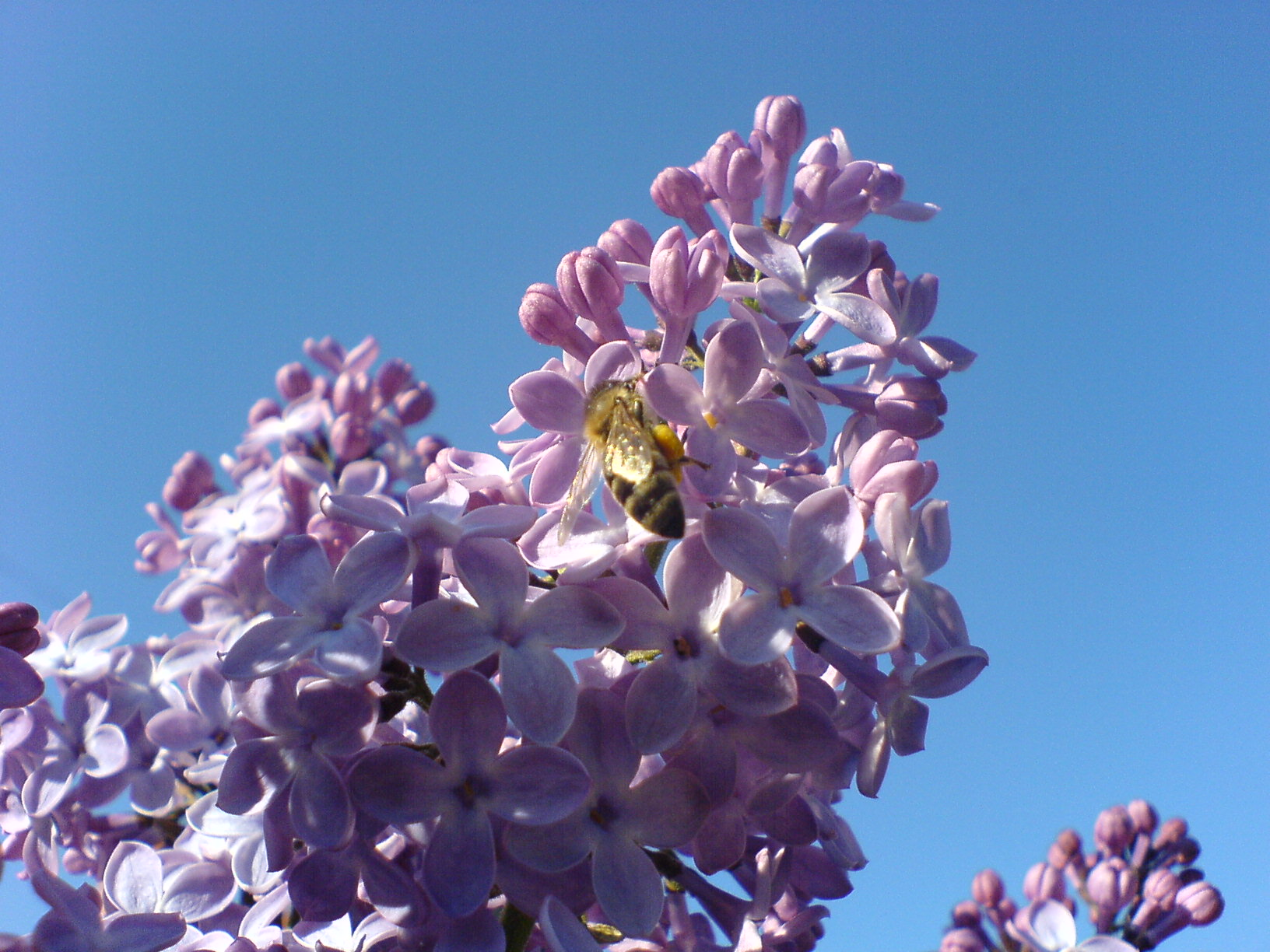
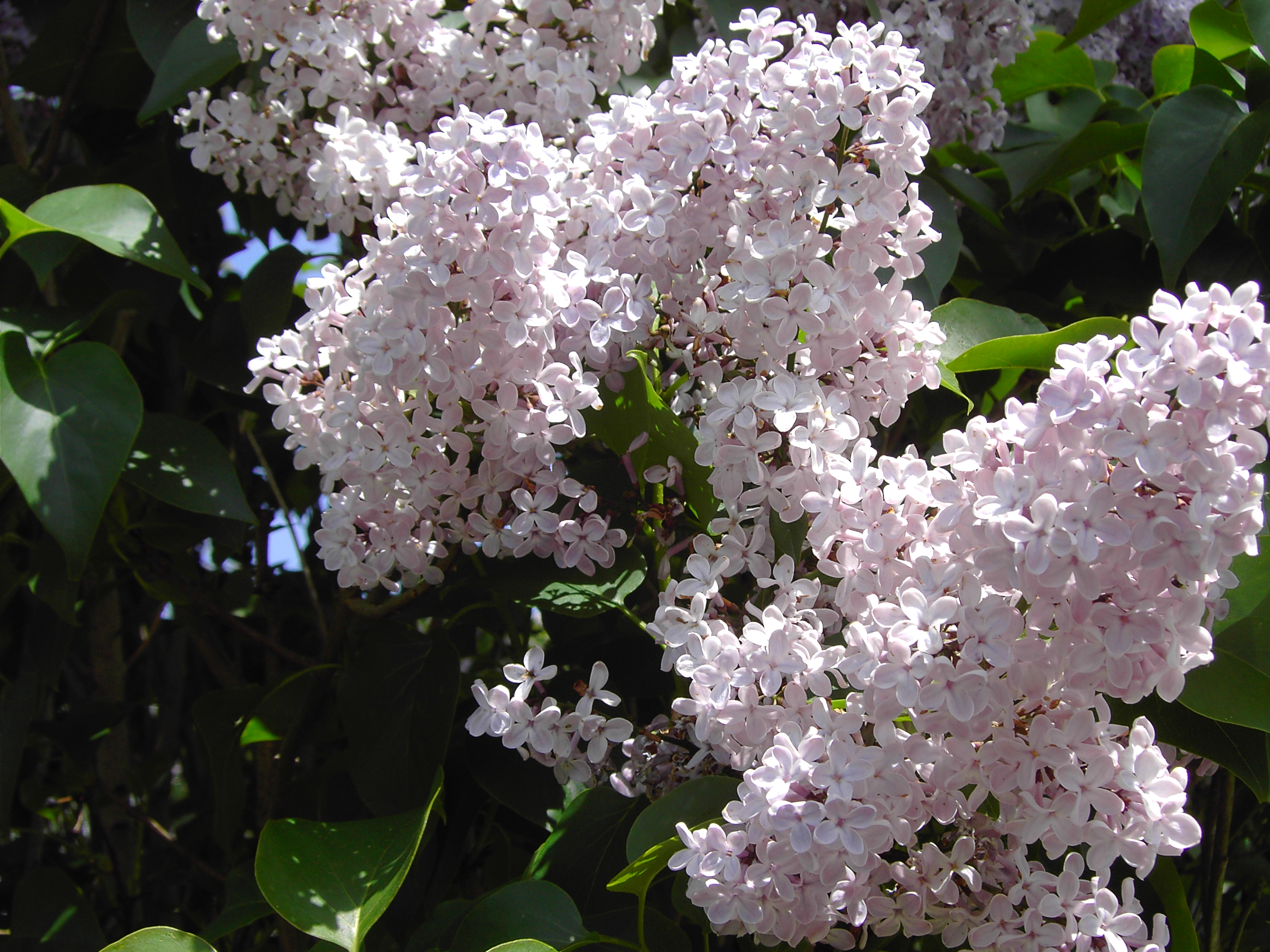
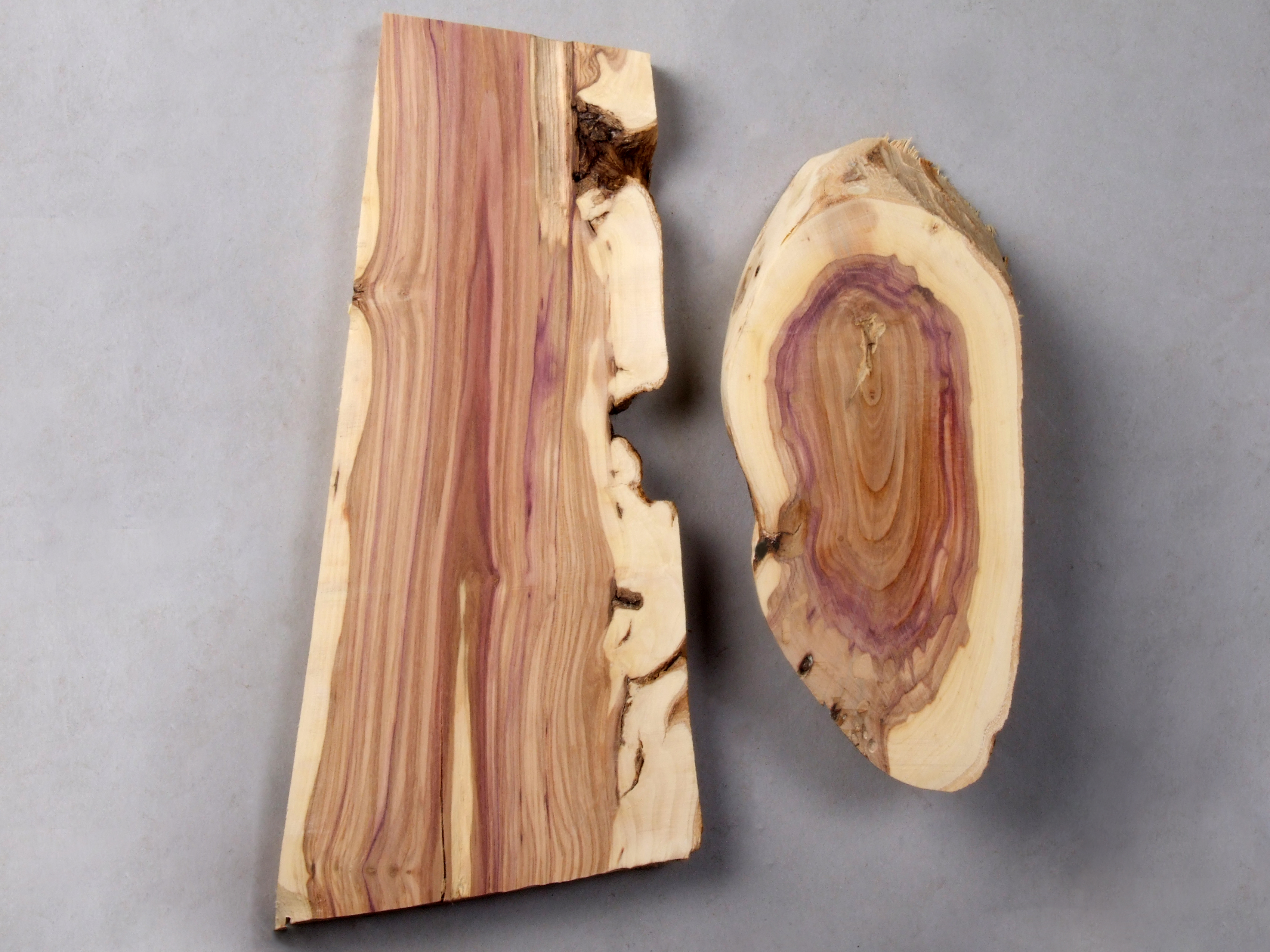
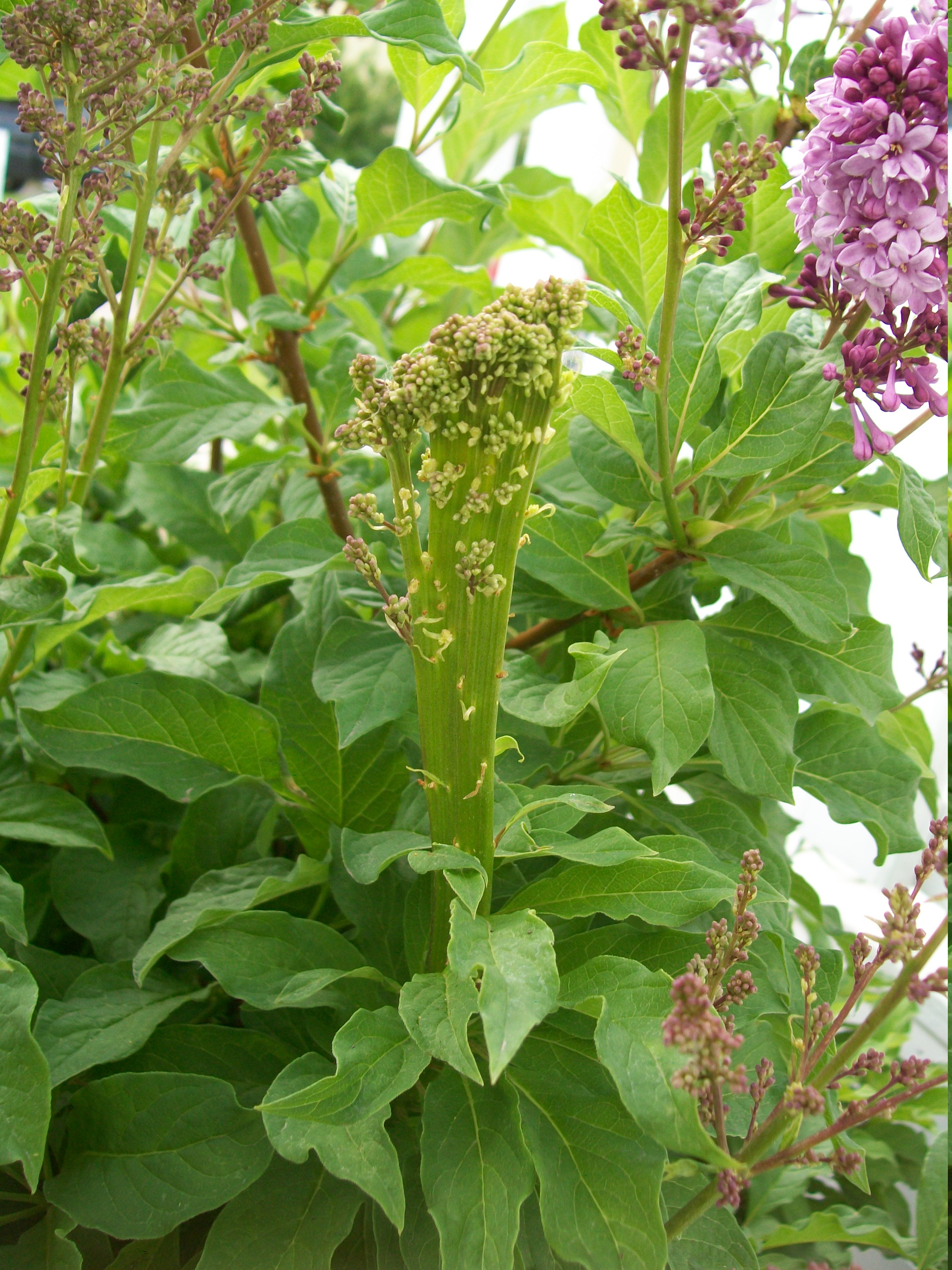